# 天野宏郷
天野 宏郷（あまの ひろさと、1月10日 - ）は、日本の男性声優。秋田県出身。賢プロダクション所属。

## 来歴
学生時代はスポーツをしており、小学校時代は野球・陸上・クロスカントリースキー、中学校時代は陸上、高校時代は剣道をしていた。高校卒業まで秋田県で過ごし、大学進学後に上京した。大学在学中に演劇に触れ、舞台活動に励むようになった。

## 人物
特技は秋田弁、スペイン語、剣道、左右の目を交互に動かす。趣味は料理、お酒、ゲーム（RPG）、漫画。

## 出演
太字はメインキャラクター。

### テレビアニメ
2014年
- 幕末Rock
- パックワールド（パーティー客 他）

2015年
- 俺物語!!（ゼミ助）
- アイカツ!（通行人、スタッフ）

2016年
- ジョーカー・ゲーム（風機関員）

2017年
- 進撃の巨人（2017年 - 2018年、兵士）- 2シリーズ
- ひとりじめマイヒーロー（不良〈ボウズ〉）
- クレヨンしんちゃん（2017年 - 2025年、浦野薫、ウェイター、同級生B、お兄さん）
- パズドラクロス（街の人）

2018年
- 銀河英雄伝説 Die Neue These 邂逅（隊員、通信士）
- アイカツフレンズ!（父）
- 寄宿学校のジュリエット（男子生徒）

2019年
- 風が強く吹いている（渓明大B）
- ギヴン（植木涼）
- 旗揚!けものみち（神官2、ハンター4）
- パズドラ（2019年 - 2020年、クレッセント監督）
- GRANBLUE FANTASY The Animation Season 2（露天商）

2020年
- ド級編隊エグゼロス（野球部員）
- NOBLESSE -ノブレス-（輩A、騎士）

2021年
- 名探偵コナン（2021年 - 2023年、鑑識員、男性、高橋元）
- トロピカル〜ジュ!プリキュア（2021年 - 2022年、学生、男子、肥後つばさ、イカりん、刈谷さとし 他）
- TSUKIPRO THE ANIMATION 2（大風先輩）
- SCARLET NEXUS（オペレーター）

2022年
- 薔薇王の葬列（兵）
- おしりたんてい（2022年 - 2023年、カメラマン、じょかんとく、ふりょう、ブタの宿泊客、プラム）
- 不滅のあなたへ（男）

2023年
- ノケモノたちの夜（団員）
- AIの遺電子（教師）
- ふしぎ駄菓子屋 銭天堂（2023年 - 2024年、智美の父、街の人、同級生、若手芸人）
- B-PROJECT〜熱烈*ラブコール〜（小林）

2024年
- ゆびさきと恋々（辻村）

2025年
- ドラえもん（テレビ朝日版第2期）（歯医者さん）
- 魔法つかいプリキュア!!〜MIRAI DAYS〜（配信者、壮太の同級生）
- 没落予定の貴族だけど、暇だったから魔法を極めてみた（ウェアウルフ〈クリス〉）
- 君のことが大大大大大好きな100人の彼女（警備員）

### 劇場アニメ
- コードギアス 復活のルルーシュ（2019年、兵士）
- 映画 デリシャスパーティ♡プリキュア 夢みる♡お子さまランチ!（2022年、父親）
- 映画おしりたんてい さらば愛しき相棒（おしり）よ（2024年、レッサーパンダ警備員）
- クレヨンしんちゃん 超華麗!灼熱のカスカベダンサーズ（2025年）

### OVA
- ギヴン うらがわの存在（2021年、植木涼） - コミックス第7巻DVD付き限定版

### Webアニメ
- ちちぶでぶちち（2018年、三峯大神 他）
- ソードガイ The Animation（2018年、オペレーター）
- 異世界居酒屋〜古都アイテーリアの居酒屋のぶ〜（2018年、馭者、システィンマーク伯）
- バキ（2020年、観客）

### ゲーム
時期不明
- パーフェクト ワールド -完美世界-

2010年代
- グランブルーファンタジー（2014年）
- 戦国修羅SOUL（2017年、鍋島直茂、片倉景綱、木曾義仲）
- 謀りの姫：Pocket（2019年）

2020年代
- ファイナルファンタジーVII リメイク（2020年）
- 明治活劇 ハイカラ流星組 -成敗しませう、世直し稼業-（2020年）
- アサシン クリード ヴァルハラ（2020年）
- コードギアス 反逆のルルーシュ ロストストーリーズ（2022年）

### ドラマCD
- GLAYS FANG（鳥居 他）
- 元号男子（ナレーション 他）
- 午前0時、キスしに来てよ（桐谷ナオト）
- PetalRoyaume
- PetalRoyaume2

### BLCD
- 好物はいちばんさいごに腹のなか（ボンベイ[7]）
- 性悪オオカミが恋をしたらしい（風紀委員）
- それでも俺のものになる（波多野）

### 吹き替え

#### 映画
- クリスマス・ナイト 恋に落ちた騎士（コール卿〈ジョシュ・ホワイトハウス〉）
- ホリデーオンリー: とりあえずボッチ回避法?（ヨーク〈ジェイク・マンリー〉）

#### ドラマ
- I-Land 戦慄の島（メイソン）
- アメリカン・ゴッズ（ヨハン、デレク 他）
- KILLJOYS/銀河の賞金ハンター
- トップボーイ
- ナイトフライヤー（オーギー〈ブライアン・F・オバーン〉）
- メリー・アン・シングルトンの物語
- ラスト・キングダム（エドワード）

#### アニメ
- 時光代理人 -LINK CLICK-（勇気の星、客）
- ジュラシック・ワールド/サバイバル・キャンプ（リード 他）

### テレビ番組
- セカイ系バラエティ 僕声シーズン1

### ナレーション
- 千葉環境学習動画
- 2014年 中央大学ラジオCM
- 東進TVナレーション 中央大学 炎の塔
- ヨネックスプロモーション用映像

### ボイスオーバー
- 移民国家は語る
- 格闘技の世界
- THE NAKED 〜メキシコ 人間を蝕む密林〜（スティーブ）
- スーパーカー大改造 2
- ディス・イズ・フットボール
- 投獄：カリーフ・ブラウダーの失われた時間（ポール・プレスティア）
- 5ファースト・デート
- 2つのキッチンの物語
- フリンチ: 怯んだら負け!
- ワールド極限ミステリー

### モーションコミック
- 怨霊奥様

### 舞台
- 無伴奏[8]（アナウンサー[9]）

### その他コンテンツ
- Project COLD（2022年、キャスター）

### シリーズ一覧
1. ↑  Season 2（2017年）、Season 3 Part 1（2018年）

### 初出話一覧
1. ↑  第1297話初出
2. ↑  第3話初出
3. ↑  第7話初出
4. ↑  第5話初出
5. ↑  第19話初出